# ヴィッキオ
ヴィッキオ（伊: Vicchio）は、イタリア共和国トスカーナ州フィレンツェ県にある、人口約8,100人の基礎自治体（コムーネ）。
ジョット・ディ・ボンドーネの生まれたヴェスピニャーノ地区には、生家が保存されている。フラ・アンジェリコもこの街の出身である。

## 地理

### 位置・広がり

#### 隣接コムーネ
隣接するコムーネは以下の通り。
- ボルゴ・サン・ロレンツォ
- ディコマーノ
- マッラーディ
- ポンタッシエーヴェ

### 気候分類・地震分類
ヴィッキオにおけるイタリアの気候分類 (it) および度日は、zona E, 2137 GGである。
また、イタリアの地震リスク階級 (it) では、zona 3 (sismicità bassa) に分類される。

## 行政

### 分離集落
ヴィッキオには以下の分離集落（フラツィオーネ）がある。
- Ampinana, Arsella, Barbiana, Boccagnello, Bovino, Bricciana, Campestri, Casole, Cistio, Cuccino, Farneto, Gattaia, Gracchia, Mirandola, Molezzano, Mulinuccio, Padule, Paterno, Piazzano, Pilarciano, Pimaggiore, Ponte a Vicchio, Rossoio, Rostolena, Rupecanina, Scopeto, Uliveta, Vespignano, Vezzano, Villore, Zufolana

## 姉妹都市
- トルミン（スロベニア） - 1981年より
- ティファリティ（西サハラ） - 2010年より